# Павликовский, Юзеф
Юзеф Павликовский (пол. Józef Pawlikowski; 28 марта 1767, близ Пётркув-Трыбунальский — 1829, Варшава, Царство Польское Российская империя) — польский публицист, адвокат, якобинский политический деятель, литератор.

## Биография
Сын кузнеца. Изучал право в Ягеллонском университете в Кракове.
Был членом общества филантропов. Работал адвокатом в Варшаве и был активистом радикального якобинства.
Выступал против Тарговицкой конфедерации.
Один из главных организаторов восстания Костюшко (1794). После разгрома восстания эмигрировал в Бельгию, затем во Францию.
22 августа 1795 подписал акт о создании радикальной эмигрантской организации Польская депутация (Deputacja Polska).
В 1799—1800 — личный секретарь и советник Т. Костюшко.
На рубеже XVIII и XIX столетий в различных общественных группах Речи Посполитой проявились (в самой стране и за границей) тенденции к восстановлению независимости. В 1800 году Тадеуш Костюшко и польский якобинец Юзеф Павликовский опубликовали брошюру «Могут ли поляки стать независимыми?». Авторы призывали к организации народного партизанского движения, а также к распространению просвещения в среде крестьян, к прогрессу культуры.
Со временем брошюра стала польским патриотическим катехизисом, восхваляя вооруженных крестьян-добровольцев косиньеров, отличившихся в битве под Рацлавицами (1794). Брошюра оказала большое влияние на развитие партизанского движения в Речи Посполитой.
Позже жил в Варшаве, Кракове и Познани. С 1821 — член тайного Национального патриотического общества.
В 1826 был арестован в Пруссии и выдан царским властям, умер в заключении.

## Избранная библиография
- O poddanych polskich (Краков, 1788)
- Myśli polityczne dla Polski (Варшава, 1789)
- Czy Polacy mogą się wybić na niepodległość? (Париж, 1800)
- Réponse aux assertions de l’auteur des Campagnes de Suworow au sujet de celle que ce général fit en Pologne dans l’année 1794 (Париж, 1800)
- O prawach kryminalnych (Варшава, 1818)
- Sprostowanie pism względem Kościuszki (1825)
- Pamiętnik o przygotowaniach do insurekcji kościuszkowskiej
- Negocjacje w Paryżu w 1806 r. o powrót do Polski, między Kościuszką, dawniej naczelnikiem Polski, i Napoleonem Bonaparte, cesarzem fracuskim